# Suhaja
Suhaja falu Horvátországban Belovár-Bilogora megyében. Közigazgatásilag Csázmához tartozik.

## Fekvése
Belovártól légvonalban 26, közúton 34 km-re délnyugatra, községközpontjától légvonalban 3, közúton 4 km-re délre, Csázma és Pobjenik között, a Grabovnica és a Suhaja-patak összefolyásánál fekszik. 

## Története
A térség török uralom alóli felszabadítása után a 17. században telepítették be. 1774-ben az első katonai felmérés térképén „Dorf Szuhaja” néven szerepel. A Horvát határőrvidék részeként a Kőrösi ezredhez tartozott. Lipszky János 1808-ban Budán kiadott repertóriumában „Szuhaja” néven szerepel.  Nagy Lajos 1829-ben kiadott művében ugyancsak „Szuhaja” néven 34 házzal, 176 katolikus vallású lakossal találjuk. A település 1809 és 1813 között francia uralom alatt állt.
A katonai közigazgatás megszüntetése után Magyar Királyságon belül Horvátország része, Belovár-Kőrös vármegye Csázmai járásának része lett. A településnek 1857-ben 186, 1910-ben 276 lakosa volt. 1918-ban az új szerb-horvát-szlovén állam, majd később Jugoszlávia része lett. 1941 és 1945 között a németbarát Független Horvát Államhoz, majd a háború után a szocialista Jugoszláviához tartozott. 1991-től a független Horvátország része. 1991-ben lakosságának 94%-a horvát volt. A délszláv háború idején mindvégig horvát kézen maradt. 2011-ben 204 lakosa volt, akik főként mezőgazdaságból éltek.

## Lakossága
| Lakosság változása | Lakosság változása | Lakosság változása | Lakosság változása | Lakosság változása | Lakosság változása | Lakosság változása | Lakosság változása | Lakosság változása | Lakosság változása | Lakosság változása | Lakosság változása | Lakosság változása | Lakosság változása | Lakosság változása | Lakosság változása |
| ------------------ | ------------------ | ------------------ | ------------------ | ------------------ | ------------------ | ------------------ | ------------------ | ------------------ | ------------------ | ------------------ | ------------------ | ------------------ | ------------------ | ------------------ | ------------------ |
| 1857               | 1869               | 1880               | 1890               | 1900               | 1910               | 1921               | 1931               | 1948               | 1953               | 1961               | 1971               | 1981               | 1991               | 2001               | 2011               |
| 186                | 216                | 211                | 258                | 266                | 276                | 296                | 288                | 290                | 329                | 291                | 226                | 191                | 195                | 210                | 204                |